# Crime Story (Fernsehserie)
Crime Story ist eine US-amerikanische Krimiserie mit Dennis Farina und Anthony Denison in den Hauptrollen. Sie besteht aus zwei Staffeln mit insgesamt 44 Episoden und wurde vom 18. September 1986 bis zum 10. Mai 1988 beim US-Sender NBC erstausgestrahlt. In Deutschland lief die Serie ab dem 3. Januar 1989 bei RTL plus.

## Handlung
Chicago in den 1960er Jahren. Lieutenant Mike Torello, Chef des MCU (Major Crime Unit), ermittelt gegen den jungen Gangster Ray Luca. Der liberale Staatsanwalt David Abrams, Sohn eines Unterweltkönigs, der mit seiner Vergangenheit abgeschlossen hat, hilft Torello bei dieser Arbeit. Trotz des harten Polizeieinsatzes baut sich Ray Luca ein riesiges Verbrechensimperium auf. Als Ray Luca seine Aktivitäten nach Las Vegas verlegt, folgt ihm Lt. Torello. Auch wenn Torello Ray Luca immer dicht auf den Fersen ist, kann er ihn nie endgültig stellen.

## Besetzung
Die Synchronisation der Serie wurde bei der Deutschen Synchron unter der Dialogregie von Hans-Werner Bussinger erstellt.
| Schauspieler     | Rollenname                | Synchronsprecher                                                                                  |
| ---------------- | ------------------------- | ------------------------------------------------------------------------------------------------- |
| Dennis Farina    | Lt. Mike Torello          | Wolfgang Kühne                                                                                    |
| Anthony Denison  | Ray Luca                  | Hans-Jürgen Dittberner                                                                            |
| John Santucci    | Pauli Taglia              | Claus Jurichs (Staffel 1) Gerd Holtenau (Staffel 2)                                               |
| Stephen Lang     | David Abrams              | Lothar Hinze                                                                                      |
| Bill Smitrovich  | Sgt. Danny Krychek        | Ortwin Speer (Pilotfolge) Hermann Ebeling                                                         |
| William Campbell | Det. Joey Indelli         | Tobias Meister (Pilotfolge) Axel Lutter                                                           |
| Paul Butler      | Det. Walter Clemmons      | Kurt Goldstein (Pilotfolge) Karl Schulz                                                           |
| Steve Ryan       | Det. Nate Grossman        | Rüdiger Joswig (Staffel 1) Kurt Goldstein (Staffel 2) Hans-Werner Bussinger (Staffel 2)           |
| Ted Levine       | Frank Holman              | Thomas Petruo                                                                                     |
| Andrew Dice Clay | Max Goldman               |                                                                                                   |
| Jon Polito       | Phil Bartoli              | Friedrich G. Beckhaus (Pilotfolge) Hans-Werner Bussinger (Staffel 2) Karl-Heinz Grewe (Staffel 2) |
| Joseph Wiseman   | Manny Weisbord            | Eric Vaessen (Pilotfolge) Friedrich Schoenfelder (Staffel 1) Peter Schiff (Staffel 2)             |
| Darlanne Fluegel | Julie Torello (1986–1987) | Karin Buchholz (Staffel 1) Anita Lochner (Staffel 2)                                              |

## Episodenliste
(Reihenfolge und Nummerierung der Episoden laut imdb.)

### Staffel 1
| Nr. (ges.) | Nr. (St.) | Deutscher Titel               | Originaltitel             | Erstausstrahlung USA | Deutschsprachige Erstausstrahlung (D) | Regie                                |
| ---------- | --------- | ----------------------------- | ------------------------- | -------------------- | ------------------------------------- | ------------------------------------ |
| 1          | 1         | Schatten im Glas              | Crime Story-Pilotfolge    | 18. Sep. 1986        | 2. Jan. 1989                          | Abel Ferrara                         |
| 2          | 2         | Draht ins Jenseits            | Final Transmission        | 19. Sep. 1986        | 3. Jan. 1989                          | Leon Ichaso                          |
| 3          | 3         | Der Schattentänzer            | Shadow Dancer             | 26. Sep. 1986        | 10. Jan. 1989                         | Leon Ichaso                          |
| 4          | 4         | Auf eigene Faust              | St. Louis Book Of Blues   | 30. Sep. 1986        | 17. Jan. 1989                         | Leon Ichaso                          |
| 5          | 5         | Zwischen den Fronten          | The War                   | 7. Okt. 1986         | 24. Jan. 1989                         | Leon Ichaso                          |
| 6          | 6         | Wo bleibt die Gerechtigkeit?  | Abrams For Defence        | 14. Okt. 1986        | 31. Jan. 1989                         | Aaron Lipstadt                       |
| 7          | 7         | Der Aufsteiger                | Pursuit Of A Wanted Felon | 28. Okt. 1986        | 7. Feb. 1989                          | Aaron Lipstadt                       |
| 8          | 8         | Leere Flaschen, volle Taschen | Old Friends, Dead Ends    | 4. Nov. 1986         | 14. Feb. 1989                         | Bobby Roth                           |
| 9          | 9         | Spurensuche                   | Justice Hits the Skids    | 11. Nov. 1986        | 21. Feb. 1989                         | Mario DiLeo                          |
| 10         | 10        | Herz gegen Geld               | For Love or Money         | 5. Dez. 1986         | 28. Feb. 1989                         | Bobby Roth                           |
| 11         | 11        | Der Weg nach oben             | Crime Pays                | 5. Dez. 1986         | 14. März 1989                         | Bobby Roth, Leon Ichaso, Mario DiLeo |
| 12         | 12        | Falscher Schritt              | Hide and Go Thief         | 12. Dez. 1986        | 21. März 1989                         | Francis Delia                        |
| 13         | 13        | Schachzug                     | Strange Bedfellows        | 26. Dez. 1986        | 28. März 1989                         | Francis Delia                        |
| 14         | 14        | Neue Gesichter                | Fatal Crossroads          | 9. Jan. 1987         | 4. Apr. 1989                          | Gary Sinise                          |
| 15         | 15        | Die Justiz schlägt zu         | Torello on Trial          | 16. Jan. 1987        | 11. Apr. 1989                         | Gary Sinise                          |
| 16         | 16        | Black Jack                    | The Kingdom of Money      | 30. Jan. 1987        | 18. Apr. 1989                         | James A. Contner                     |
| 17         | 17        | Streik                        | The Battle of Las Vegas   | 6. Feb. 1987         | 25. Apr. 1989                         | Aaron Lipstadt                       |
| 18         | 18        | Verlierer gehen leer aus      | The Survivor              | 13. Feb. 1987        | 2. Mai 1989                           | Alan Myerson                         |
| 19         | 19        | Engpass für Claymore          | The Pinnacle              | 27. Feb. 1987        | 9. Mai 1989                           | John Nicolella                       |
| 20         | 20        | Doppeltes Spiel               | op of the World           | 6. März 1987         | 16. Mai 1989                          | Michael Mann                         |
| 21         | 21        | Rien ne va plus               | Ground Zero               | 13. März 1987        | 23. Mai 1989                          | Peter Medak                          |

### Staffel 2
| Nr. (ges.) | Nr. (St.) | Deutscher Titel                 | Originaltitel                            | Erstausstrahlung USA | Deutschsprachige Erstausstrahlung (D) | Regie          |
| ---------- | --------- | ------------------------------- | ---------------------------------------- | -------------------- | ------------------------------------- | -------------- |
| 22         | 1         | Politik, Mafia und Showbusiness | The Senator, the Movie Star, and the Mob | 22. Sep. 1987        | 17. Juni 1990                         | John Nicolella |
| 23         | 2         | Narben der Vergangenheit        | Blast from the Past                      | 29. Sep. 1987        | 24. Juni 1990                         | Eugene Corr    |
| 24         | 3         | Blondinen bevorzugt             | Always a Blonde                          | 20. Okt. 1987        | 8. Juli 1990                          | Robert Dalva   |
| 25         | 4         | Radioaktiver Niederschlag       | Atomic Fallout                           | 27. Okt. 1987        | 1. Juli 1990                          | Bill Duke      |
| 26         | 5         | Die Rückkehr                    | Shockwaves                               | 3. Nov. 1987         | 22. Juli 1990                         | Bill Duke      |
| 27         | 6         | Die Jungs aus Chicago           | Robbery, Armed                           | 10. Nov. 1987        | 29. Juli 1990                         | James Quinn    |
| 28         | 7         | Rätsel um eine Leiche           | Little Girl Lost                         | 24. Nov. 1987        | 19. Aug. 1990                         | James Quinn    |
| 29         | 8         | Das Fest der Toten              | Love Hurts                               | 8. Dez. 1987         | 5. Aug. 1990                          | David Soul     |
| 30         | 9         | Die MIG 21                      | Mig 21                                   | 15. Dez. 1987        | 26. Aug. 1990                         | David Jackson  |
| 31         | 10        | Moulin Rouge - Teil 1           | Moulin Rouge                             | 5. Jan. 1988         | 16. Sep. 1990                         | David Soul     |
| 32         | 11        | Moulin Rouge - Teil 2           | Seize the Time                           | 12. Jan. 1988        | 23. Sep. 1990                         | Mark Rosner    |
| 33         | 12        | Femme fatale                    | Femme Fatale                             | 19. Jan. 1988        | 9. Sep. 1990                          | Jan Eliasberg  |
| 34         | 13        | Liebesgrüße aus Chicago         | Protected Witness                        | 2. Feb. 1988         | 7. Okt. 1990                          | Paul Krasny    |
| 35         | 14        | Erpressung im Operationssaal    | Last Rites                               | 9. Feb. 1988         | 14. Okt. 1990                         | Colin Bucksey  |
| 36         | 15        | Paulis Traum                    | Pauli Taglia's Dream                     | 8. März 1988         | 2. Sep. 1990                          | Jeff Stein     |
| 37         | 16        | Verhaftung mit Hindernissen     | Roadrunner                               | 15. März 1988        | 30. Sep. 1990                         | Jeff Stein     |
| 38         | 17        | Ein korrupter Bezirk            | Brothel Wars                             | 22. März 1988        | 21. Okt. 1990                         | Mark Rosner    |
| 39         | 18        | Ein korruptes Land - Teil 1     | Byline                                   | 29. März 1988        | 4. Nov. 1990                          | Eugene Corr    |
| 40         | 19        | Die Verhandlung                 | The Hearings                             | 5. Apr. 1988         | 28. Okt. 1990                         | Mimi Leder     |
| 41         | 20        | Ein korruptes Land - Teil 2     | Pursuit                                  | 26. Apr. 1988        | 11. Nov. 1990                         | Colin Bucksey  |
| 42         | 21        | Auf der Flucht                  | Escape                                   | 3. Mai 1988          | 18. Nov. 1990                         | Colin Bucksey  |
| 43         | 22        | Der Ausbruch                    | Going Home                               | 10. Mai 1988         | 25. Nov. 1990                         | Paul Krasny    |